# Nicolas Martin (journaliste)
Pour les articles homonymes, voir Nicolas Martin et Martin.
Nicolas Martin, né le 26 février 1976, est un journaliste, animateur et producteur de radio et de télévision, scénariste et réalisateur français.
De septembre 2016 à juin 2022, il anime sur la radio France Culture l'émission de vulgarisation scientifique La Méthode scientifique. Il est également producteur de l'émission Les Idées claires diffusée en podcast.

## Biographie

### Formation
Après un baccalauréat D (sciences, option biologie), Nicolas Martin s'engage dans des études littéraires. Il devient enseignant en lettres et commence des travaux sur la crise de la religion à la fin du XIXe siècle.

### Carrière de journaliste
En 2002, Nicolas Martin décide de se réorienter vers la radio et entame une carrière au sein de la rédaction de France Bleu Béarn Bigorre, à Pau. Après quelques années de piges et de contrats dans les différentes rédactions du réseau Bleu, il quitte les journaux d'information pour intégrer le service culture et animer chroniques et revues de presse sur les antennes France Inter puis France Culture.
En 2013, il devient rédacteur en chef de l'émission Entrée libre sur France 5.
En 2016, il revient sur France Culture où il se voit confier la tranche scientifique quotidienne de la station avec l'émission La Méthode scientifique,. Au sein de cette émission de vulgarisation des sciences, il instaure des rendez-vous différents le vendredi : une semaine sur deux, un tour de table de l'actualité avec des journalistes des magazines de diffusion scientifique et un vulgarisateur (vidéastes, blogueurs…) ; la semaine suivante, il s'agit d'un rendez-vous autour de la science-fiction, une de ses passions. En complément, il produit depuis le 30 avril 2018 une émission de décryptage scientifique de sujets de société, intitulée Les Idées claires (coproduction France Info et France Culture), diffusée en podcast et sur les réseaux sociaux au format vidéo.
Toujours sur France Culture, il a produit un long portrait du chanteur David Bowie en 2016, et une série documentaire Un été en Antarctique en partenariat avec l'Institut polaire français Paul-Émile-Victor et le magazine Geo en 2019.
Parallèlement à ces activités radiophoniques, il exprime son expertise cinéphile dans l'émission Le Cercle sur Canal+ et réalise des courts métrages.
En 2020, pendant le confinement dû à la pandémie de Covid-19, il anime un podcast d'abord quotidien, puis hebdomadaire, « Radiographies du coronavirus », de décryptage de l'actualité scientifique relative à la pandémie,.
Depuis 2023, il anime le podcast indépendant de critique cinéma Réalisé sans Trucage.

### Auteur de science-fiction
Il publie son premier roman, Fragile/s en août 2024 aux éditions Au diable vauvert. L'ouvrage décrit une dystopie où la société basculerait dans  un régime fasciste et eugéniste, où le gouvernement met en place un programme de contrôle du corps des femmes.
Il publie dans le recueil Utopiales 2022 une nouvelle intitulée Loup, y-es-tu ?.
Il fait partie du comité de programmation littéraire des Utopiales 2024, aux côtés de Floriane Soulas, Yann Olivier et Eva Sinanian,,. Le thème de l'année est l'harmonie. La volonté de ce comité est de faire la démonstration que la science-fiction n'est pas uniquement un genre guerrier, mais qu'il peut aussi être source de réflexions sur la paix et les utopies.

### Vie privée
Il est ouvertement gay.

## Prises de positions publiques
En 2013, il s'engage en faveur de la loi sur le mariage pour tous en créant le collectif des « OUTragés de la République »,. En 2016, dans sa revue de presse sur France Culture, il dénonce le traitement médiatique de la tuerie d'Orlando qui invisibilise la communauté LGBT visée par l'attentat,.
En janvier 2021, il témoigne sur Twitter des viols à répétition pendant six ans dont il a été victime dès ses onze ans, par un adolescent de seize ans. Sa motivation est de participer à la libération de la parole concernant les crimes sexuels pédophiles, au travers du hashtag #MeTooGay, en souhaitant que son témoignage puisse servir, au-delà de son cas personnel, à éveiller les consciences.

## Émissions de radio et de télévision

### Producteur et animateur
Toutes les émissions sont diffusées sur France Culture.
- Été 2011 : Déjeuner sur l’herbe[3],[22]
- Étés 2014-2015 : Les Matins d’été[3]
- 16-19 août 2016 : Les Grandes Traversées : David Bowie[23]
- Septembre 2016 - juin 2022 : La Méthode scientifique[24],[N 1],[25]
- 2018-2021 : Les Idées claires (diffusé en podcast)[26]
- Été 2019 : Un été en Antarctique[27]
- Mars - Juin 2020 : Radiographie du coronavirus[28]
- Étés 2021 et 2022 : Infiniment
- Été 2022 : Un été dans les étoiles[29]

### Rédacteur en chef
- 2011-2014 : Entrée libre (France 5)

### Podcast
- Depuis 2023 : Réalisé sans trucage

### Chroniqueur
- 2017-2020 : Le Cercle (Canal+)

## Réalisations

### Courts-métrages
- 2010 : Casta Diva
- 2011 : Le Tranchant et la Lame
- 2014 : Remember me (sélection du festival « Mauvais Genre » de Tours)[30]

### Clips musicaux
- Camisolatic, pour le groupe Loki Starfish
- Secrets, pour le groupe Stella Says
- Always on my mind, pour le groupe The Irrepressibles

## Publications

### Nouvelles
- « Le cruciverbiste » dans Utopiales 19, éditions ActuSF.
- « La mémoire de l'univers » dans Utopiales 20, éditions ActuSF.
- « Loup y es-tu » dans Utopiales 22, éditions ActuSF.
- « Un Soir d'orage » dans Bifrost 108, éditions Le Bélial'.
- « Ceux qui restent » dans Alien : La Xénographie, éditions ActuSF.
- « Antinoë » dans Hypermondes #03 Monstres, éditions Les moutons électriques.
- « Une promenade » dans Bastille magazine 22, novembre 2023.
- « Un monument de chagrin » dans Les nouveaux déviants, éditions Au diable vauvert.

### Roman
- Fragile/s, Au diable vauvert, 22 août 2024, 419 p. (ISBN 979-10-307-0703-8)

### Vulgarisation et essais
- Nicolas Martin et Matthieu Lefrançois (préf. Carlo Rovelli), L'Espace : La Méthode scientifique, EPA Éditions et France Culture, 4 novembre 2020, 157 p. (ISBN 978-2-37671-223-7) Prix Ciel & Espace du livre d’astronomie 2021[31].
- Nicolas Martin et Simon Riaux, Alien : La Xénographie, ActuSF, 18 novembre 2022 (ISBN 978-2-37686-529-2)[32]
- Nicolas Martin, La naissance du savoir - dans la tête des grands scientifiques, Les Arènes, 11 mai 2023

## Récompense
Le 19 mars 2021, l'Association des journalistes scientifiques de la presse d’information lui décerne le prix du meilleur journaliste scientifique de l'année 2021.

### Note
1. ↑  Il annonce lors de la première émission de la rentrée 2021 qu'il se met temporairement en retrait de la présentation de l'émission, tout en continuant à y participer, notamment les vendredis pour celles consacrées à la science fiction. Il reprend la présentation de l'émission à partir de décembre 2021.